# Lisbon Challenger 1986
Il Lisbon Challenger 1986 è stato un torneo di tennis facente parte della categoria ATP Challenger Series nell'ambito dell'ATP Challenger Series 1986. Il torneo si è giocato a Lisbona in Portogallo dal 7 al 13 aprile 1986 su campi in terra rossa.

## Vincitori

### Singolare
Marko Ostoja ha battuto in finale  John Frawley con il punteggio di 6–2, 2–6, 6–2

### Doppio
Bruce Derlin /  David Felgate hanno battuto in finale  Alessandro De Minicis /  Marko Ostoja con il punteggio di 5–7, 6–3, 6–4